# L'Enfer du jeu (Les Simpson, saison 5)
Pour l'épisode de la saison 3 des Simpson, voir L'Enfer du jeu.
L'Enfer du jeu ($pringfield (Or, How I Learned to Stop Worrying and Love Legalized Gambling)) est le 10e épisode de la saison 5 de la série télévisée d'animation Les Simpson.
Cet épisode est homonyme de L'Enfer du jeu, quatorzième épisode la troisième saison.

## Synopsis
La ville de Springfield est à court d'argent et le maire Quimby décide de réunir tous les habitants pour remédier à la situation. Finalement, il est décidé de légaliser les jeux d'argent en favorisant la construction d'un casino.
Tout le monde semble ravi de la décision, même Marge pourtant toujours réticente aux idées nouvelles. Finalement, le maire et Monsieur Burns s'allient pour bâtir le casino. après avoir étudié de nombreux projets, décide de s'inspirer de sa propre vie pour choisir le thème du casino. Au cours de l'épisode, Burns devient peu à peu une parodie de Howard Hughes, magnat américain atteint à la fin de sa vie de mysophobie et du syndrome de Diogène. 
Lorsque le casino ouvre, Homer y est engagé comme croupier. Il rencontre Dustin Hoffman et Tom Cruise à sa table de jeu, dans une parodie d'une scène célèbre du film Rainman.
Après avoir trouvé une pièce par terre, Marge devient petit à petit accro au jeu et passe tout son temps sur les machines à sous, tandis que son fils Bart après s'être fait renvoyer du casino décide de créer le sien dans sa cabane. 
Marge, ne rentrant plus à la maison et ne pouvant aider Lisa à fabriquer un déguisement pour le spectacle de géographie, Homer est obligé de le faire à sa place et échoue lamentablement. Quand Homer raconte cela à Marge, cette dernière est tellement triste qu'elle perd sa dépendance au jeu. Pendant ce temps, Burns fait fermer le casino pour ne pas être obligé de fermer sa centrale nucléaire chérie.

## Invités
- Henry Kissinger
- Robert Goulet
- Gerry Cooney
- Tom Cruise
- Dustin Hoffman

## Parodies
- Quand Homer met les lunettes qu'il a trouvées dans les toilettes et croit être devenu plus intelligent, il essaye de réciter le théorème de Pythagore avec une erreur sur le type du triangle. Dans le film Le Magicien d'Oz, l'épouvantail tente aussi, en vain, de réciter correctement ce théorème quand on lui remet le diplôme symbolisant l'intelligence. Ils prennent tous les deux la même pose, l'index sur la tempe et se trompent dans le théorème en confondant triangles isocèle et triangle rectangle (en VO et VQ seulement car en VF l'épouvantail mélange le théorème de Pythagore avec celui d'Archimède).
- Lors du flashback sur Springfield, on voit une famille devant la TV effrayée par un train qui arrive de face. C'est une référence au film L'Arrivée d'un train en gare de La Ciotat soit un des premiers films des frères Lumière (1895), où le public effrayé par l'arrivée d'un train vers la caméra, se baissa sur ses sièges pour éviter le train.
- Lorsque Homer Simpson rencontre Dustin Hoffman et Tom Cruise, il s'agit d'une référence au film Rain Man.
- Un extrait coupé (présent dans l'épisode 138e épisode, du jamais vu !) dans la même scène montre Homer avec James Bond jouant au poker avec ses ennemis.
- Le comportement de Burns parodie celui d'Howard Hughes à la fin de sa vie, et sa chambre rappelle la pièce que l'on voit à la fin du film 2001, l'Odyssée de l'espace (sol constitué de grands carreaux blancs éclairés, même style de mobilier et de décoration).
- À la fin de l'épisode Homer dit « oh c'est comme à la télé » et trébuche sur un pouf, c'est une référence au Dick Van Dyke Show.
- Le titre original fait référence au film Docteur Folamour.

## Note
- C'est la seconde fois que l'on retrouve le titre "l'enfer du jeu", après le 14e épisode de la 3e saison.